# Dave Foley
David Scott Dave Foley (født 4. januar 1963 i Etobicoke, Ontario) er en canadisk skuespiller, instruktør, producent og stand-up komiker. Sammen med Kevin McDonald, Bruce McCulloch, Mark McKinney og Scott Thompson stod han bag en sitcom kaldet Kids in the Hall. 
Foley har også medvirket i andre sitcoms som NewsRadio, samt en række film. I 1998, medvirkede han i Pixars anden film Græsrødderne, som hovedperson, Flik, en myre der forsøger at vinde respekt for hans koloni. Hans film arbejde omfatter også Sky High, Stark Raving Mad, California Dreaming og Monsters University.
I 2011 blev Foley citeret for, at han som et resultat af manglende betaling af børnebidrag, kan stå over for fængsel, hvis han vender tilbage til Canada.